# Ржаное (Ямпольский район)
Ржаное (укр. Ржане) — село,
Орловский сельский совет,
Ямпольский район,
Сумская область,
Украина.
Код КОАТУУ — 5925683002. Население по переписи 2001 года составляло 53 человека .

## Географическое положение
Село Ржаное находится на расстоянии в 2,5 км от сёл Орловка и Шевченково.
По селу протекает пересыхающий ручей с запрудой.

## Экономика
- Молочно-товарная ферма.